# Tylecodon bruynsii
Tylecodon bruynsii ist eine Pflanzenart der Gattung Tylecodon in der Familie der Dickblattgewächse (Crassulaceae). Das Artepitheton bruynsii ehrt den südafrikanischen Botaniker Peter Vincent Bruyns, der die Art in Namibia entdeckte.

## Beschreibung
Tylecodon bruynsii wächst als viel verzweigte Pflanze mit bis zu 40 Zentimeter im Durchmesser. Es werden faserige Wurzeln ausgebildet. Die glatten und hellgrauen Zweige besitzen eine sich abschälende Rinde und darunter eine graugrüne Epidermis. Sie werden bis zu 180 Millimeter lang und 15 bis 20 Millimeter breit und sind mit leicht erhobenen Phyllopodien besetzt. Die 2 bis 4 Millimeter dicken und graugrünen Blätter stehen ausgebreitet in Rosetten an der Triebspitze. Die Spreite ist verkehrt eiförmig bis rundlich und wird 20 bis 30 Millimeter lang und 16 bis 22 Millimeter breit. Die manchmal gelappten Blätter haben eine stumpfe bis abgerundete Spitze und sind an der Oberseite flach bis konkav geformt. Die ganzrandigen Blätter sind auf beiden Seiten mit kurzen, durchscheinenden Drüsenhaaren besetzt und stehen an einem undeutlichen, bis 2 Millimeter langen Stiel.
Der bis 55 Millimeter hohe Blütenstand besteht aus Thyrsen mit 2 bis 5 Monochasien, die wiederum 1 bis 4 Einzelblüten tragen. Der grünliche und mit Drüsenhaaren besetzte Blütenstiel wird 5 Millimeter lang und hat an der Basis einen Durchmesser von 2,5 Millimeter. Die linealisch-lanzettlichen Tragblätter werden 4 Millimeter lang und 1 Millimeter breit. Sie werden schnell gelblich und fallen ab. Die grünen Kelchblätter sind dicht mit Drüsenhaaren besetzt und werden 3 Millimeter lang und 1,5 Millimeter breit. Die mit Drüsenhaaren besetzte Blütenkrone ist blass-grün und gelb gesprenkelt. Sie wird 12 bis 14 Millimeter lang und hat an der Basis einen Durchmesser von 4 Millimeter und erweitert sich zur Öffnung hin auf 6 Millimeter. Die weißen und zugespitzten Zipfel werden 5 Millimeter lang und 3 Millimeter breit und sind zurückgebogen. Die Staubgefäße werden 10 Millimeter lang und sind nicht hervorstehend.

## Systematik und Verbreitung
Tylecodon bruynsii ist endemisch im südlichen Namibia, im Kuamsib-Massiv im ǀAi-ǀAis Richtersveld Transfrontier Park verbreitet. Die Art wächst an schattigen Stellen auf südexponierten Sandsteinfelsen in Höhenlagen von 700 bis 900 Meter. Sie kommt am Standort zusammen mit Aloe pavelkae, Conophytum ricardianum und vielen anderen sukkulenten Arten vor.
Die ersten Pflanzen wurden auf einer Expedition von Peter Vincent Bruyns und Petr Pavelka im Gebiet Hunsberge in der Sukkulenten-Karoo gefunden.
Die Erstbeschreibung erfolgte 2009 durch  Ernst Jacobus van Jaarsveld und Steven A. Hammer.